# Абевил (Џорџија)
Абевил (енгл. Abbeville) град је у америчкој савезној држави Џорџија. По попису становништва из 2010. у њему је живело 2.908 становника.

## Демографија
Према попису становништва из 2010. у граду је живело 2.908 становника, што је 610 (26,5%) становника више него 2000. године.
| Група             | 2000.         | 2010.         |
| Белци             | 941 (40,9%)   | 1.087 (37,4%) |
| Афроамериканци    | 1.342 (58,4%) | 1.624 (55,8%) |
| Азијати           | 0 (0,0%)      | 14 (0,5%)     |
| Хиспаноамериканци | 9 (0,4%)      | 153 (5,3%)    |
| Укупно            | 2.298         | 2.908         |